# Ingamoder
Ingamoder est le nom suédois utilisé  par l'historiographie moderne pour désigner la fille du roi  Emund le Vieux qui épouse le roi  Stenkil de Suède et dont le nom demeure inconnu. Il se traduit en français par  « Mère de Inge » (c'est-à-dire du roi  Inge l'Ancien).

## Biographie
Cette femme est née vers  1025 du roi Emund et de la reine Astrid.  Elle épouse Stenkil, qui hérite ensuite du titre de son père. Selon les sources les plus crédibles le roi Stenkil aurait eu quatre fils, dont les deux premiers sont considérés comme historiques :
- Inge Stenkilsson, roi de Suède ;
- Halsten Stenkilsson, roi de Suède ;
- Sweyn Stenkilsson ;
- Éric Stenkilsson prétendant au trône.

## Identification supposée avecIngemo

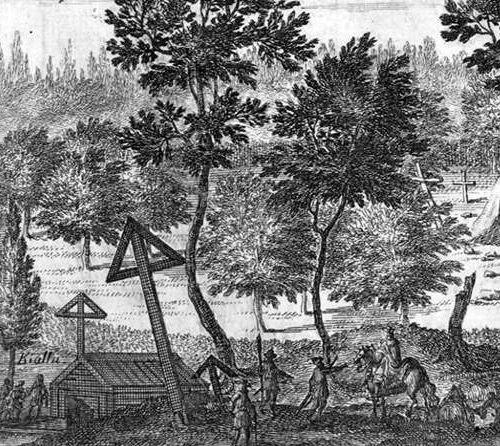
La source d'Ingemo et le bosquet sacré en 1705 selon la Suecia Antiqua et Hodierna.

Ingemo est une sainte locale du  Västergötland, cependant elle n'a jamais été sanctifiée ni reconnue par l'église. Elle est connue uniquement par la tradition et par la Source d'Ingemo en Suède,. la source d'Ingemo (suédois : Ingemo källa), localisée entre  Skövde et Tidaholm, est une source  naturelle où Ingemo était vénérée selon la légende, et qui avait du être un site saint de source païen. La source est entourée de pierres, ses dimensions sont 1,2 × 0,6 mètre. Elle est recouverte d'une dalle de calcaire. La source fut un lieu de pèlerinage, où la population offrait des pièces de monnaie pour conserver la santé au XIXe siècle. Les premiers récits relatifs à la coutume du culte lié à la source datent de la fin du XVIIe siècle.
Des spéculations généalogique modernes font d'elle la mère de Inge,  toutefois Ingemo ne peut être identifiée par aucune source valable comme la même personne que la pseudo Ingamoder.